# Åke Bergqvist
Åke Carl Magnus Bergqvist (ur. 29 sierpnia 1900 w Ronneby, zm. 7 marca 1975 w Sztokholmie) – szwedzki żeglarz, olimpijczyk, zdobywca złotego medalu w regatach na Letnich Igrzyskach Olimpijskich 1932 w Los Angeles.
Na Letnich Igrzyskach Olimpijskich 1932 zdobył złoto w żeglarskiej klasie 6 metrów. Załogę jachtu Bissbi tworzyli również Olle Åkerlund, Tore Holm i Martin Hindorff.